# 郭胜 (东汉)
郭勝（?—189年），南陽人，東漢宦官，十常侍之一。

## 生平
早年經歷不詳，在漢靈帝時期位居中常侍，封侯貴寵。因為和大將軍何進是同鄉，所以對於何氏入宮及受封皇后都採取了很多幫助，因此在何進與蹇碩爆發衝突時站在何進一邊，使得何進順利捕殺蹇碩。中平六年(189年)，袁紹入宮誅殺宦官，郭勝死於此次變亂之中。